# Тавеуні (гора)
Тавеуні — щитовий вулкан видовженої форми на острові Тавеуні, Фіджі. Його вершина (гора Улуїгалау) досягає 1241 м над рівнем моря.
Вулканізм на Тавеуні почався приблизно 780 000 років тому, але найбільша вулканічна активність була у голоцені, яка почалася приблизно 11 000 років тому.
З 9500 року до нашої ери утворилося 167 вулканічних жерл, переважно вздовж південного внутрішнього краю. Наймолодший отвір утворився десь між 4690 і 4900 роками до н.е. Виверження відбувалися з інтервалом приблизно в 70 років, але з 1200 до н.е. було шість проміжків часу з частими виверженнями, кожен з яких охоплював від 200 до 400 років.

## Загрози
Якщо виверження все ж станеться, економіка Тавеуні може бути легко знищена. Майже всі ферми спалахнуть, і майже кожен порт у Тавеуні перебуває в зоні небезпеки гідровулкану або зоні впливу лахарів, і весь імпорт/експорт буде повністю припинено, доки порти не будуть відремонтовані.
На відміну від багатьох інших вулканів, найбільшу небезпеку від Тавеуні насправді становлять його лавові потоки. Температура лави 940-1125 градусів Цельсія. Оскільки Тавеуні густо вкритий лісами, пожежі можуть швидко й легко поширюватися, але в основному південний край острова безпосередньо постраждає від лави.
Ще однією великою небезпекою виверження на Тавеуні є викид лави в повітря. У деяких випадках лава була викинута приблизно на 1,8 кілометра в повітря, і сама сила лави, що падає, може легко зруйнувати будь-яку структуру на острові, на яку вона потрапить.
Вулканічні гази є ще однією великою небезпекою для Тавеуні, оскільки вони можуть легко викликати проблеми з диханням, отруювати воду та роз'їдати метал. Більшість газів включають:
- H2O
- CO2
- SO2
- HCl
- NH3
- H2S
- HF

і кілька інших.
Лахари — це суміш вулканічного сміття та води, що швидко рухається, смертельна для живих істот і здатна зруйнувати багато будівель. Шлях лахарів на Тавеуні значною мірою залежатиме від топографії Тавеуні. Цілком ймовірно, що вони вдарять по південному флангу острова, оскільки багато утворених кратерів знаходяться на схилі, що веде туди.
Виверження гідровулкану відбувається, коли лава вступає в контакт з водою. Виверження гідровулканів можуть спричинити сильні вибухи та великі хвилі. Радіовуглецеве датування показало, що в минулому відбулося багато вивержень гідровулканів. Цілком можливо, що вони повторяться під час майбутнього виверження.

## Економічні наслідки Тавеуні
Вулкан на острові Тавеуні загалом добре впливає на його економіку, оскільки залишає після себе багаті вулканічні ґрунти для землеробства. Насправді острів Тавеуні іноді називають «Садовою державою»  через ґрунт. Оскільки основний дохід Тавеуні – це сільське господарство, копра, дало та кава (основні культури Тавеуні) процвітають на багатому ґрунті.

### Туризм в Тавеуні
Тавеуні приваблює багато туристів, оскільки всього на острові є 13 курортів. Більшість із цих курортів мають однакові види активностей. Туристи приїхали до Тавеуні, щоб побачити парк всесвітньої спадщини, який розташований у Боумі. Серед них каскадні водоспади в Боумі та Лавені та природна водна гірка, лунки, лагуни, знаменитий Райдужний риф, велика біла стіна, місце знімання другого фільму про Блакитну лагуну, протока Сомосомо та мальовничі оглядові майданчики.